# Марк Лежер
Марк Данијел Лежер (енгл. Marc Daniel Léger; Ланкастер, 26. март 1973 — фарма Тарнак, 17. април 2002) је био водник канадске војске који је убијен у Авганистану од тзв. пријатељске ватре.
Његов меморијални фонд је активан на просторима Босне и Херцеговине.

## Биографија
Лежер је рођен у Ланкастеру (Канада, Онтарио), 26. марта 1973. године. У канадској војсци је служио од своје 20. године све до своје погибије. Током 2000. године служио у мировној мисији у Босни и Херцеговини.
Марк Лежер је погинуо 17. априла 2002. године. Када је погинуо имао је 29 година.
Погинуо је у инциденту на фарми Тарнак. Инцидент се догодио када је амерички авион бацио ласерски навођену бомбу на трећи батаљон канадске лаке пешадије Принцезе Патрише у којем је Марк служио. Пешадија је учествовала у војној вежби пуцања противтенковским пројектилима. Поред Марка погинуло је још три канадска војника старости 21-27 година, а осам војника је рањено.

## Меморијални фонд и награде
Његова удовица Марли Лежер је основала меморијални фонд у његову част. Средствима тог фонда се финансирала рестаурација порушених кућа у Босни и Херцеговини.
Марлеј је 10. маја 2003. године отворила сеоски центар (парохијски дом) у селу Врбици на Ливањском пољу, који припада епархији бихаћко-петровачкој Српске православне цркве.
Осим његовог фонда, донатор изградње је била и Канадска међународна агенција за реконструкцију.
Маркова мајка, Клер Лежер, добила је титулу Мајка сребрног крста 2005. године од Канадске краљевске легије.